# A koponya
A koponya (The Skull) Philip K. Dick egyik novellája, amit 1952-ben írt. Először az If magazin 1952. szeptemberi számában jelent meg, magyarul a Lenn a sivár Földön című novelláskötetben olvasható.
|  | Alább a cselekmény részletei következnek! |

## Történet
A 22. században vagyunk. A világi hatalom célja a háborúk kirobbantása, mert ez Darwin és Mendel szerint is jó eszköz a természetes kiválasztódás elősegítésére, az alacsonyabb rendű emberek szaporodásának megakadályozására. A hatalom legjelentősebb ellenfele az Első Egyház, aminek érdekes múltja van: a Vallás egy állítólagos Alapító prédikációján alapul, aki még a 20. században azt tanította, hogy az akkori állandó háborúk helyett inkább maradjon mindenki otthon, és törődjön a saját dolgával, erőszakmentességről és passzív ellenállásról beszélt. Az Alapítót ezért kivégezték, de a tanítványok szerint halála után feltámadt, tehát ő az Isten. A Vallás gyorsan terjedt, és a 22. századra az emberek között nagy befolyásra tett szert. A világi hatalom és tudomány szerint viszont az Első Egyház (habár háborúk már nincsenek) gátolja a fejlődést és kialakítja az anarchiát.
Conger orvvadásznak felajánlják a választási lehetőséget: vagy letölti a hátralevő hat évét a börtönben, vagy visszamegy az időben, és megöli az alapítót – akiről nem tudni semmit, egyedül a koponyája maradt fenn ismertetőjelként – mielőtt elmondhatná tanítását. Conger az utóbbit választja: fogja a koponyát és visszamegy az Alapító felakasztása utáni időbe, ahol az újságból kikeresi az elfogás napját és helyét. Miközben az időgépéhez megy vissza, egy szembejövő nő elkerekedett szemekkel nézi őt.
Conger visszautazik az Alapító elfogása előtti napra, Cooper Creekbe, és megpróbál összeismerkedni a helyiekkel. Megtudja, hogy a városban mindenki ismer mindenkit, tehát hamar észre fogják venni, ha idegen érkezik a városba. Conger elkezd flörtölni Lorával, amit nem néz jó szemmel Bill, Lora szeretője. Védekezésül Congernek használnia kell egyik 22. századi fegyverét. Bár ebből a tettéből kimagyarázza magát, kommunistának nézik és üldözni kezdik. Menekülési lehetősége lenne ugyan, de a feladata miatt nem akar elmenni a helyről, ahol az Alapító fel fog bukkanni. Már majdnem elérkezett a pillanat, amikor Conger újra kezébe veszi a koponyát és rájön, hogy az a sajátja. Egyszeriben minden világossá válik előtte, úgyhogy (tudván, hogy sorsát nem változtathatja meg és később majd, kétszáz év múlva újra megszületik) kimegy a rendőrök és az esetleges harcra kíváncsi, gyülekező nép elé, és mielőtt harc nélkül megadja magát, csak egy mondatot mond: " Azok, akik elveszik mások életét, a sajátjukat vesztik el. Akik gyilkolnak, meghalnak. De aki életét áldozza, újra élni fog."